# Tračje
Tračje (nemško Ladratschen) je naselje v Občini Velikovec v Okraju Velikovec na Koroškem v Avstriji.